# Juan III de Brandeburgo-Salzwedel
Juan III de Brandeburgo-Salzwedel (apodado Juan de Praga; Praga, 1244-1268) fue el hijo mayor del margrave Otón III y su esposa, Beatriz de Bohemia.
Después de que su padre muriera en 1267, gobernó el margraviato de Brandeburgo junto con su hermano Otón V y sus primos Otón IV y Enrique I.
Juan murió durante un torneo en 1268. No estaba casado ni tenía hijos.
- Esta obra contiene una traducción  derivada de «John III, Margrave of Brandenburg-Salzwedel» de Wikipedia en inglés, publicada por sus editores bajo la Licencia de documentación libre de GNU y la Licencia Creative Commons Atribución-CompartirIgual 4.0 Internacional.

| Predecesor: Otón III | Margrave de Brandeburgo 1267-1268 Con Otón V, Otón IV y Enrique I | Sucesor: Otón V, Otón IV y Enrique I |

- Datos: Q2786153
- Multimedia: John III, Margrave of Brandenburg / Q2786153